# Gudovac
Gudovac falu Horvátországban Belovár-Bilogora megyében. Közigazgatásilag Belovár községhez tartozik. A belovári vásár helyszíne.

## Fekvése
Belovár központjától légvonalban 5, közúton 6 km-re délnyugatra, a megyeszékhely közvetlen szomszédságában fekszik. 

## Története
Gudovac a megye egyik legősibb települése. Az egykori vár területén folyt régészeti feltárások alapján már a történelem előtti időkben, az újkőkorban is lakott volt. A kutatás igazolta azt a feltevést is, hogy a kezdeti időszaktól kezdve egészen a török hódításig folyamatosan éltek itt emberek. A történeti adatok alapján első ismert birtokosa a 14. században élt Gud magiszter volt, akiről a település a nevét kapta. Szent Péter plébániáját már 1334-ben említik „Item ecclesia sancti Petri” néven a zágrábi püspökséghez tartozó plébániák között. András nevű plébánosát és István nevű káplánját 1501-ben említik „Andreas plebanus in Gwdowcz. Stephanus capellanus eiusdem.” alakban. Szent Péternek szentelt temploma fölött 1505-ben több gudovaci és miletinaci nemes rendelkezett kegyúri jogokkal.
Jelentős fejlődés időszaka volt a 15. század második fele és a 16. század eleje, Péter szlavóniai királyi viceprotonótárius (a király ítélőmester helyettese) uralmának időszaka, aki egyben a zágrábi püspökség szlavóniai birtokait is igazgatta és kiváló kapcsolatai voltak mind az egyházi vezetéssel, mind a királyi udvarral. A korabeli adóösszeírások szerint a településnek 1507-ben 102, 1513-ban 64, 1517-ben 76, 1520-ban 80 portával adózott. A legújabb kutatások igazolták, hogy a középkor végén Gudovac már várral rendelkező uradalmi központ és vásártartási joggal rendelkező település volt. Egykori vára a falutól északra fekvő mocsaras területen, a Plavnica-patak mellett állt. A régészeti leletek alapján a 14. században épült. A 16. században az országot védő végvárrendszer része lett, ezért a század közepén megerősítették. A térséget 16. század végén szállta meg a török. A török megszállás teljesen megváltoztatta az itteni táj képét. A várat teljesen lerombolták. A lakosság legnagyobb része az ország biztonságosabb részeire menekült, másokat rabságba hurcoltak. Ezután ez a vidék több évtizedre lakatlanná vált.
A mai falu akkor keletkezett, amikor a török uralom után a 17. századtól a kihalt területre folyamatosan telepítették be a keresztény lakosságot. A település 1774-ben az első katonai felmérés térképén a falu „Dorf Gudovecz” néven szerepel. A település katonai közigazgatás idején a kőrösi ezredhez tartozott. Lipszky János 1808-ban Budán kiadott repertóriumában „Gudovecz” néven szerepel.  
Nagy Lajos 1829-ben kiadott művében ugyancsak „Gudovecz” néven 78 házzal, 164 katolikus és 215 ortodox vallású lakossal találjuk.

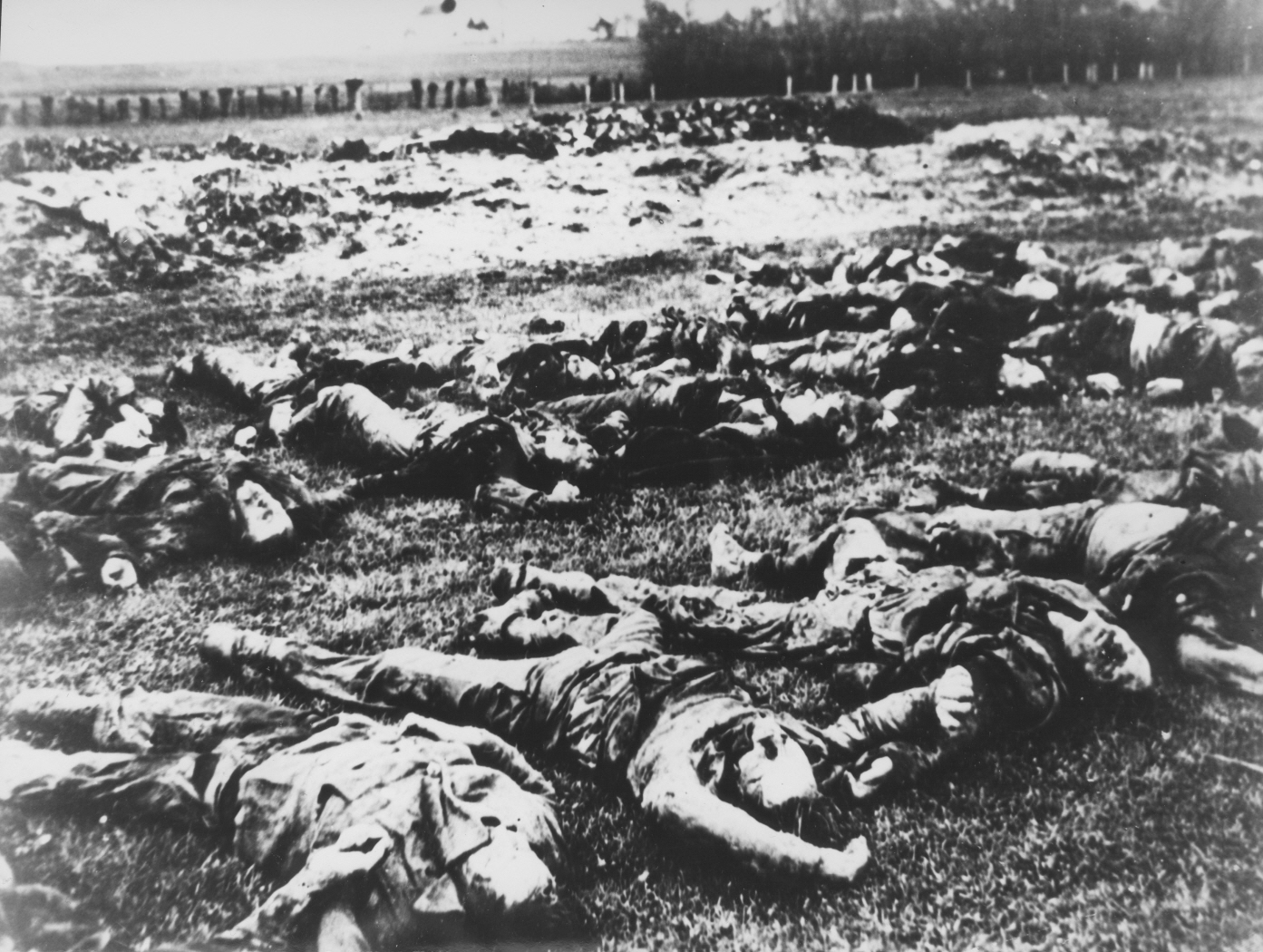
A gudovaci mészárlás áldozatai

A katonai közigazgatás megszüntetése után Magyar Királyságon belül Horvátország részeként, Belovár-Kőrös vármegye Belovári járásának része volt. 1857-ben 584, 1910-ben 872 lakosa volt. Az 1910-es népszámlálás szerint lakosságának 46%-a horvát, 39%-a szerb, 13%-a cseh anyanyelvű volt. 1918-ban az új szerb-horvát-szlovén állam, majd később Jugoszlávia része lett. 1941 és 1945 között a németbarát Független Horvát Államhoz, majd a háború után a szocialista Jugoszláviához tartozott. 1941. április 28-án a faluba bevonuló usztasa egységek bosszúból, belovári horvát polgári személyek szerbek általi meggyilkolása miatt a vásártéren összegyűjtött 194 szerb polgári személyt gyilkoltak meg bestiális kegyetlenséggel. Az áldozatok emlékére a bűntett helyszínén 1955-ben emlékművet állítottak. 1991-től a független Horvátország része. 1991-ben lakosságának 90%-a horvát, 6%-a szerb nemzetiségű volt. 2011-ben a településnek 1095 lakosa volt.

## Lakossága
| Lakosság változása | Lakosság változása | Lakosság változása | Lakosság változása | Lakosság változása | Lakosság változása | Lakosság változása | Lakosság változása | Lakosság változása | Lakosság változása | Lakosság változása | Lakosság változása | Lakosság változása | Lakosság változása | Lakosság változása | Lakosság változása |
| ------------------ | ------------------ | ------------------ | ------------------ | ------------------ | ------------------ | ------------------ | ------------------ | ------------------ | ------------------ | ------------------ | ------------------ | ------------------ | ------------------ | ------------------ | ------------------ |
| 1857               | 1869               | 1880               | 1890               | 1900               | 1910               | 1921               | 1931               | 1948               | 1953               | 1961               | 1971               | 1981               | 1991               | 2001               | 2011               |
| 584                | 637                | 557                | 798                | 821                | 872                | 904                | 1.068              | 1.260              | 1.216              | 1.183              | 1.134              | 1.099              | 1.033              | 1.107              | 1.095              |

## Gazdaság
A belovári vásár melyet Gudovac vásárterén rendeznek meg tulajdonképpen egy vásársorozat. A vásártér a település keleti szélén, a főút déli oldalán található. Vásárai közül a legjelentősebb az őszi nemzetközi vásár, melyet szeptember elején tartanak, de van tavaszi vásár, méhészvásár, sajtvásár, vadászati, halászati, ökológiai, turisztikai és lóvásár is.

## Nevezetességei
- Gudovac vára[7] a falu északi részén a Gradina nevű helyen, a Plavnica-pataktól mintegy 50 méterre egy kisebb magaslaton állt. Egykor széles árok és védőfal övezte, mely legjobban az északi részen maradt meg. Tőle 500 méterre egy másik, kisebb erődítmény (Mala Gradina) is állt, melyben csak őrség állomásozott. A várban minden nemesi kényelmet kielégítő palota is volt, melyet a 15. század végéről származó, Budán készített kályhacsempék és díszes majolikák is igazolnak. A 2003 és 2005 között zajlott feltárások során az épületmaradványok mellett számos használati tárgy is előkerült, de azt is igazolták, hogy ez a hely már az újkőkorban és az ókorban is lakott hely volt.

- Szent Péter és Pál apostolok tiszteletére szentelt pravoszláv temploma[8] a falu nyugati végében taláűlható temetőben áll. A templomot 1724-ben építették, 1808-ban pedig egy nagyobb felújításon esett át. A templom 2012-re olyan rossz állapotba került, hogy harangtornya összeomlott. Ennek következtében a bejárati rész, a tetőzet és a hajó mennyezete megsemmisült, jószerivel csak a szentély maradt meg épen. Súlyosan megrongálódott a templom előtti néhány sír is. A védett műemléképületet azóta állami támogatással újjáépítették. Egyhajós épület sokszögű, keletelt szentéllyel. A harangtorony a nyugati homlokzat felett áll. Nagyon értékes ikonosztáza van, mely Jovan Četirević Grabovan mester alkotása 1780-ból. 1902-ben a belovári Szentháromság tiszteletére szentelt pravoszláv parochiális templomból hozták át ide.

- A Fájdalmas Szűzanya tiszteletére szentelt római katolikus temploma a falu közepén áll.

- A fasizmus áldozatainak emlékparkja az 1955-ben felállított emlékművel.[9]